# داني كيكي
داني كيكي (بالبلغارية: Дани Кики)‏ هو لاعب كرة قدم بلغاري في مركز الوسط، ولد في 8 يناير 1988 في بلوفديف في بلغاريا. شارك مع منتخب بلغاريا تحت 21 سنة لكرة القدم. أما مع النوادي، فقد لعب مع نادي لوكوموتيف بلوفديف ونادي لوكوموتيف صوفيا.

## وصلات خارجية
- داني كيكي على موقع قاعدة بيانات كرة القدم.إي يو (الإنجليزية)
- داني كيكي على موقع Soccerway.com (الإنجليزية)